# Mezzano
Mezzano település Olaszországban, Trento megyében. Lakosainak száma 1587 fő (2023. január 1.). Mezzano Canal San Bovo, Cesiomaggiore, Feltre, Imer, Sovramonte és Primiero San Martino di Castrozza községekkel határos.

## Népesség
A település népességének változása:
| Lakosok száma | 1618 | 1603 | 1587 |
|               | 2017 | 2018 | 2023 |